# Ōsama Ranking
Ōsama Ranking (王様ランキング Ōsama Rankingu?), (lit. Ranking de reyes) también conocida como Ranking of Kings, es una serie de manga escrita e ilustrada por Sōsuke Tōka. Se ha serializado en línea a través del sitio web Manga Hack, publicado por el usuario Echoes desde mayo de 2017 y Enterbrain lo ha recopilado en diecinueve volúmenes de tankōbon. Una adaptación al anime de Wit Studio se estrenó el 14 de octubre de 2021 en el bloque de programación NoitaminA de Fuji TV.

## Argumento
La historia se sitúa en un mundo en el que habitan ogros y gigantes donde Bojji, un príncipe mudo y físicamente débil, quiere comenzar una gran aventura y volverse rey, pero nadie le tiene esperanzas. Un día, conoce a una sombra llamada Kage, quien le roba toda la ropa, pero más tarde se vuelven mejores amigos y emprenden la esperada aventura.

## Personajes
Bojji (ボッジ?)
 Seiyū: Minami Hinata, Israel Salazar (español latino), Gema Ibañez (español castellano)
El protagonista principal de la historia y el primer príncipe del Reino de Bosse. Nacido sordo mudo y de tamaño pequeño, fue ridiculizado y despreciado abiertamente por muchos dentro del palacio y el reino. A pesar de su discapacidad, Bojji sueña con convertirse en un rey fuerte como su padre y siempre trata de mantener una sonrisa frente a los demás. Es conocido por su amabilidad, que le ha valido muchos aliados inesperados, diligencia e intuición, que le permite leer los labios y saber lo que dice la gente. También posee una agilidad extrema y una capacidad de evasión poco convencional para los reyes que tienden a depender de la fuerza y, como todos los miembros de su raza, es resistente al veneno. Después de la coronación de Daida, él y Kage emprendieron un viaje.
Kage (カゲ?)
 Seiyū: Ayumu Murase, Heber Tolosa (español latino), Marcel Navarro (español castellano)
Un último miembro superviviente del clan de las sombras y compañero de Bojji. Nacido en un clan de asesinos, Kage era un niño pequeño cuando vio a toda su familia asesinada por el reino al que servían. Posteriormente escapó y fue explotado por un matón, quien finalmente lo vendió a cambio de dinero. Templado por el duro camino del mundo, Kage creció usando las habilidades de su clan para ganarse la vida robando. Eventualmente conoce a Bojji y se conmueve por su amabilidad y su situación, prometiendo ser su fiel amigo. Bebin le encarga que siga y proteja a Bojji en su viaje.
Daida (ダイダ?)
 Seiyū: Yūki Kaji, Víctor Covarrubias Jr. (español latino), Marc Gómez (español castellano)
El medio hermano menor de Bojji, el hijo biológico de la reina Hiling y el rey actual. Al igual que Bojji, es trabajador y resistente, pero posee una veta de orgullo y arrogancia en su lucha por parecerse a su padre. En el fondo, está secretamente celoso de su hermano, de quien cree que pudo conseguir el amor de todos y el puesto de rey sin ningún esfuerzo.
Hiling (ヒリング Hiringu?)
 Seiyū: Rina Satō, Laura Becerril (español latino), Mónica Padrós (español castellano)
La reina, la madre de Daida y la madrastra de Bojji. Solía ser más cariñosa y afectuosa con Bojji, pero después del nacimiento de Daida adoptó una personalidad más estricta y práctica con respecto a los asuntos reales, y finalmente consideró que Bojji no era apto para gobernar. A pesar de ser muy crítica con Bojji, ella lo atesora tanto como a su hijo biológico, y a menudo gasta mucha energía para curar las heridas que sufre. Ella permite que Bojji emprenda su viaje con Domas y Hokuro, y establece que su destino sea la casa de sus padres.
Domas (ドーマス Dōmasu?)
 Seiyū: Takuya Eguchi, Arturo Sian Vidal (español latino), Roger Isasi (español castellano)
El mejor espadachín del Reino de Bosse, cuyo estilo de espada refleja la fuerza del Rey Bosse. Fue asignado para ser el maestro de Bojji y, aunque atesora mucho al príncipe, decidió que nunca tendría un poder equivalente al de su padre y lo abandonó. En un intento por reafirmar su lealtad a un solo señor, jura lealtad a Daida e intenta asesinar a Bojji empujándolo al Agujero del Inframundo. Superado por el arrepentimiento, se corta la mano derecha más tarde y rescata a Hokuro de la ejecución, con la intención de entrenarlo para que se vuelva más fuerte.
Bebin (ベビン?)
 Seiyū: Yōji Ueda, Mauricio Valverde (español latino), Carles Di Blasi (español castellano)
El maestro de Daida que se preocupa mucho por su señor y ha ayudado a mantener a raya la influencia mortal del Espejo Mágico. Empuña una daga curva, shuriken y es un domador de serpientes. Bajo las órdenes de Daida, trató de asesinar a Apeas, pero supuestamente fue asesinado por este último y se hundió en el suelo, dejando su paradero desconocido. Envía a Kage para que acompañe a Bojji y lo ayude a fortalecerse.
Apeas (アピス Apisu?)
 Seiyū: Hiroki Yasumoto, Bernardo Rodríguez (español latino), Oriol Rafel (español castellano)
Un comandante inexpresivo apodado "Lanza del Rey" que es muy leal al Rey Bosse. Una vez un hombre cobarde, entrenó con monstruos bajo la supervisión de Miranjo y ganó su título actual. Trabajó con el Espejo Mágico para transferir la conciencia de Bosse al cuerpo de Daida.
Dorshe (ドルーシ Dorūshi?)
 Seiyū: Hinata Tadokoro, Mauricio Malagón (español latino), Marc Ullod (español castellano)
Un hombre de gran tamaño apodado "Escudo de la Reina" que protege a Hiling.
Hokuro (ホクロ?)
 Seiyū: Daiki Yamashita, Víctor Kuri (español latino), Pep Papell (español castellano)
Un caballero de bajo rango que se preocupa profundamente por Bojji después de que este último lo consolara por la muerte de su madre. Se le ordenó acompañar a Bojji en su viaje y cuidar de él personalmente, siendo el único caballero que conocía el lenguaje de señas. Después de la traición de Domas, su orgullo como caballero y su lealtad a Bojji lo obligan a regresar al reino, arriesgando su vida para informar a Hiling de la noticia. Es rescatado por Domas justo antes de su ejecución y se somete a un entrenamiento para volverse más fuerte.
Bosse (ボッス Bossu?)
 Seiyū: Kenta Miyake, Rubén Moya (español latino), Alfonso Valles (español castellano)
El ex rey y padre de Bojji y Daida. Era un gigante que anhelaba ser el hombre más fuerte del mundo e hizo un trato con un demonio, eligiendo robarle el poder a su propio hijo. Sintiéndose arrepentido más tarde, Bosse decidió convertirse en rey y establecer un país para asegurarse de que Bojji tuviera todo lo que siempre quiso en la vida. Posteriormente se reencarna en el cuerpo de Daida.
Shiina (シーナ Shīna?)
 Seiyū: Takako Honda, Samantha Ríos (español latino)
Es la ex reina del reino y la madre de Bojji.
Espejo mágico / Miranjo (魔法の鏡役 Mahō no Kagami?)
 Seiyū: Maaya Sakamoto, Mitzi Bennet (español latino), Eli Beuter (español castellano)
Un espejo misterioso que aconseja a Daida sobre sus acciones. Sellada dentro está en realidad el espíritu de una mujer llamada Miranjo, cuyo cuerpo está encerrado en hielo dentro del sótano del palacio junto con varios otros monstruos mortales. Miranjo tiene dos guardias enmascarados que la atienden y anteriormente participó en el entrenamiento de Apeas para convertirse en un funcionario de alto rango. Ella se describe a sí misma como "alguien que compartió las alegrías y las tristezas del Rey Bosse", y luego creó un elixir para que Daida se convirtiera en un recipiente para la reencarnación.
Desha (デスハー Desuhā?)
 Seiyū: Yoshimitsu Shimoyama, Beto Castillo (español latino)
El rey del Inframundo y comandante de la Orden del Inframundo, la legión de soldados más poderosa que mata demonios y evita que causen estragos. Tiene un complejo por su cara y boca ancha y no le gusta su hermano menor Despa.
Despa (デスパー Desupā?)
 Seiyū: Takahiro Sakurai, José Antonio Macías (español latino)
El hermano del rey del Inframundo. A diferencia de su hermano mayor, Despa es mucho más débil, vanidoso y preocupado por el dinero. Toma a Bojji y Kage bajo su cuidado y promete entrenar a Bojji para que se vuelva más fuerte.
Ouken (オウケン Ōken?)
 Seiyū: Kōji Yusa, Nacho Pineda Díaz (español latino)
Es el antiguo Comandante de los Caballeros del Inframundo , miembro de la familia real del Inframundo y un guerrero tan feroz que se le conoce como el Rey de la Espada del Inframundo

## Contenido de la obra

### Manga
Ōsama Ranking está escrito e ilustrado por Sōsuke Tōka. Se ha serializado en línea a través del sitio web Manga Hack, publicado por el usuario Echoes desde mayo de 2017 y Enterbrain lo ha recopilado en diecinueve volúmenes de tankōbon.
Editorial Ivrea obtuvo la licencia en España.

#### Lista de volúmenes
| Volúmenes de manga publicados | Volúmenes de manga publicados | Volúmenes de manga publicados | Volúmenes de manga publicados | Volúmenes de manga publicados |
| Número                        | Fecha de lanzamiento          | ISBN                          | Fecha de lanzamiento          | ISBN                          |
| ----------------------------- | ----------------------------- | ----------------------------- | ----------------------------- | ----------------------------- |
| 1                             | 12 de febrero de 2019         | ISBN 978-4-04-735517-0        | 14 de noviembre de 2022       | ISBN 978-84-19600-05-9        |
| 2                             | 12 de febrero de 2019         | ISBN 978-4-04-735518-7        | 22 de diciembre de 2022       | ISBN 978-84-19600-82-0        |
| 3                             | 12 de abril de 2019           | ISBN 978-4-04-735599-6        | 9 de febrero de 2023          | ISBN 978-84-19730-01-5        |
| 4                             | 12 de junio de 2019           | ISBN 978-4-04-735684-9        | 13 de abril de 2023           | ISBN 978-84-19816-21-4        |
| 5                             | 10 de agosto de 2019          | ISBN 978-4-04-735719-8        | 1 de junio de 2023            | ISBN 978-84-19869-48-7        |
| 6                             | 12 de diciembre de 2019       | ISBN 978-4-04-735807-2        | 27 de julio de 2023           | ISBN 978-84-19916-52-5        |
| 7                             | 11 de abril de 2020           | ISBN 978-4-04-735854-6        | 21 de septiembre de 2023      | ISBN 978-84-10007-60-4        |
| 8                             | 12 de agosto de 2020          | ISBN 978-4-04-736228-4        | 2 de noviembre de 2023        | ISBN 978-84-10061-47-7        |
| 9                             | 11 de diciembre de 2020       | ISBN 978-4-04-736458-5        | 5 de diciembre de 2023        | ISBN 978-84-10113-45-9        |
| 10                            | 12 de abril de 2021           | ISBN 978-4-04-736602-2        | 15 de febrero de 2024         | ISBN 978-84-10153-03-5        |
| 11                            | 12 de agosto de 2021          | ISBN 978-4-04-736743-2        | 15 de marzo de 2024           | ISBN 978-84-10258-22-8        |
| 12                            | 10 de diciembre de 2021       | ISBN 978-4-04-736868-2        | 9 de mayo de 2024             | ISBN 978-84-10258-23-5        |
| 13                            | 12 de abril de 2022           | ISBN 978-4-04-737007-4        | 29 de julio de 2024           | ISBN 978-84-10388-88-8        |
| 14                            | 12 de agosto de 2022          | ISBN 978-4-04-737154-5        | 31 de octubre de 2024         | ISBN 978-84-10475-60-1        |
| 15                            | 12 de diciembre de 2022       | ISBN 978-4-04-737284-9        | 20 de febrero de 2025         | ISBN 979-1-387-61959-6        |
| 16                            | 12 de abril de 2023           | ISBN 978-4-04-737446-1        | 29 de mayo de 2025            | ISBN 979-1-387-78452-2        |
| 17                            | 12 de agosto de 2023          | ISBN 978-4-04-737598-7        | —                             | —                             |
| 18                            | 12 de diciembre de 2023       | ISBN 978-4-04-737742-4        | —                             | —                             |
| 19                            | 12 de junio de 2025           | ISBN 978-4-04-738454-5        | —                             | —                             |

### Anime
Se anunció una adaptación al anime a través de Twitter el 8 de diciembre de 2019, más tarde se reveló que era una serie de televisión animada por Wit Studio. La serie está dirigida por Yōsuke Hatta, con Taku Kishimoto supervisando los guiones de la serie, Atsuko Nozaki diseñando los personajes y MAYUKO componiendo la música de la serie. La serie se estrenó el 14 de octubre de 2021 en el bloque de programación NoitaminA de Fuji TV.  King Gnu interpreta el primer tema de apertura de la serie «BOY», mientras que Yama interpreta el primer tema de cierre de la serie «Oz». Vaundy interpreta el segundo tema de apertura «Hadaka no Yūsha», mientras que Milet interpreta el segundo tema de cierre «Flare». Funimation obtuvo la licencia de la serie para su transmisión fuera de Asia. Medialink obtuvo la licencia de la serie en el sudeste asiático y la transmitió exclusivamente en iQIYI. Crunchyroll obtuvo la licencia de la serie fuera de Asia.
El 22 de octubre de 2021, Funimation anunció que la serie recibió un doblaje en español latino, que se estrenó el 11 de noviembre. Tras la adquisición de Crunchyroll por parte de Sony, el doblaje se trasladó a Crunchyroll. El 13 de junio de 2022, Crunchyroll anunció que la serie recibió un doblaje al castellano que se estrenó el 19 de julio.
En agosto de 2022, se anunció que una serie de episodios especiales, titulada Ōsama Ranking: Yūki no Takarabako, se estrenó el 14 de abril de 2023 en el bloque Noitamina de Fuji TV. El elenco y el personal de la serie de anime regresan para los episodios, que cuentan con una historia que no estaba en la serie original. El tema de apertura es «Gold», interpretado por People 1, mientras que el tema de cierre es «Atemonaku» (Aimlessly), interpretado por Aimer. Crunchyroll obtuvo la licencia de la serie fuera de Asia.
El 22 de marzo de 2023, Crunchyroll anunció que la serie de episodios especiales recibirá doblajes tanto en español latino como en castellano, que se estrenaron el 4 de mayo.

### Película
Se anunció una adaptación cinematográfica de anime el 22 de junio de 2023.